# DB-Baureihe Köf III
Die DB-Baureihe Köf III (seit 1968 Baureihen 331 bis 335) umfasst leichte zweiachsige Rangierlokomotiven (Kleinlokomotiven) der Deutschen Bundesbahn bzw. der Deutschen Bahn AG.

## Geschichte
Für den Einsatz auf kleinen und mittelgroßen Bahnhöfen, auf denen mehr oder weniger regelmäßig Rangieraufgaben anfielen, hatte bereits die Deutsche Reichsbahn Kleinloks der Leistungsgruppen I (bis 39 PS / 28,7 kW) und Leistungsgruppe II (bis 149 PS / 110 kW) beschafft. Diese Fahrzeuge gehörten zum Inventar des jeweiligen Bahnhofs und übernahmen dort die Bedienung der Anschließer im Wagenladungsverkehr, was zu einer deutlichen Verkürzung der Fahrzeiten von durchgehenden Güterzügen führte, da deren Zugloks nun den Rangierdienst auf den Unterwegsbahnhöfen nicht mehr selbst zu erledigen brauchten.
Nach dem Zweiten Weltkrieg waren die zu verfahrenden Zugteile jedoch teilweise so schwer geworden, dass die Kleinloks der Leistungsgruppe II mit ihnen überfordert waren, die Verwendung einer „richtigen“ Rangierlok jedoch aus Kostengründen noch ausschied. Kleinloks hatten vor allem bei den Personalkosten Vorteile, da sie keinen voll ausgebildeten Triebfahrzeugführer benötigten, sondern auch von einem geringer qualifizierten Kleinlokbediener bewegt werden durften. Um die Lücke zwischen den Kleinloks und der V 60 zu schließen, definierte die Deutsche Bundesbahn Ende der 1950er Jahre die Leistungsgruppe III (max. 250 PS / 184 kW) und entwickelte gemeinsam mit dem Lokhersteller Gmeinder entsprechende Loks.

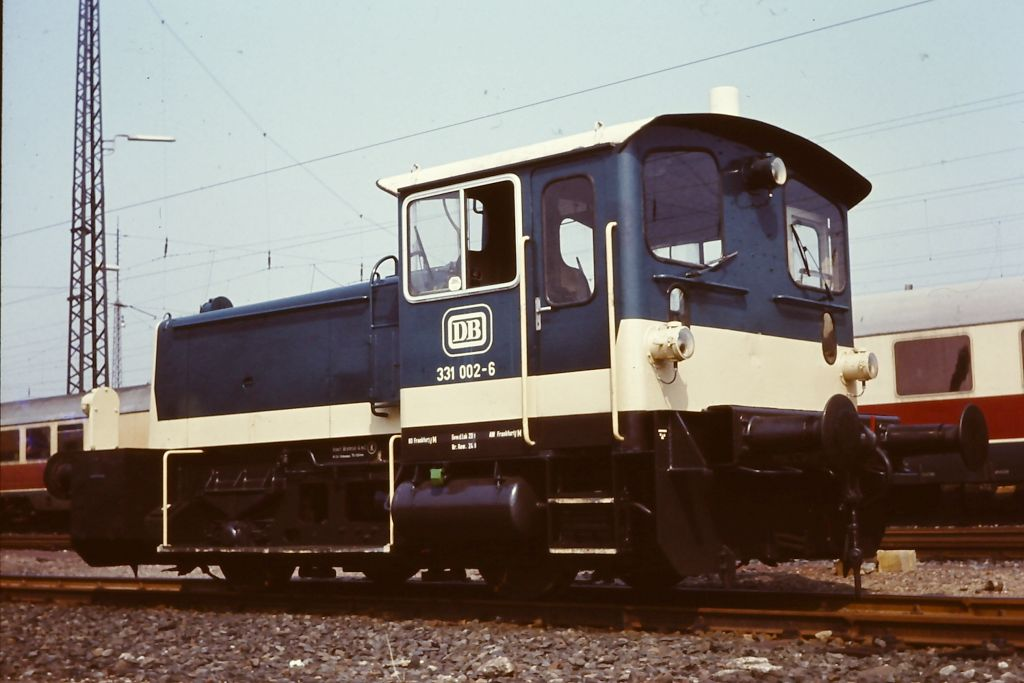
Vorserien-Lok der Baureihe 331 in Frankfurt 1983

Die ab 1959 gelieferten acht Prototypen erhielten die vorläufigen Bezeichnungen Köf 10 (Höchstgeschwindigkeit 30 km/h) und Köf 11 (Höchstgeschwindigkeit 45 km/h). Köf steht für Kleinlok mit Öl-(Diesel-)Motor und Flüssigkeitsgetriebe – vor dem Krieg gab es in den Leistungsgruppen I und II auch exotische Bauarten wie Vergasermotoren mit elektrischer Kraftübertragung oder Akku-Kleinloks, die andere Kurzbezeichnungen führten. Die Prototypen der Leistungsgruppe III unterschieden sich zu Vergleichszwecken in ihren Motoren und Getrieben und wurden von der Bundesbahn ausgiebig getestet.
Für die Serienloks mit der Bezeichnung Köf 11 entschied man sich für den Motor RHS 518A der Motorenwerke Mannheim mit einer Nennleistung von 177 kW (240 PS) und das hydraulische Wendegetriebe L213U von Voith. Hinter dem Wendegetriebe erfolgte die Kraftübertragung auf die Räder mit Hilfe von Rollenketten. 317 Loks dieser Ausführung (inkl. fünf der Prototypen) erhielten bei der Umstellung auf ein computergerechtes Nummernsystem 1968 die Baureihenbezeichnung 332, die drei langsameren Prototypen der Baureihe Köf 10 erhielten die Baureihenbezeichnung 331. Bei ihnen wurde durch Umbau in den 1980er Jahren die Höchstgeschwindigkeit auf ebenfalls 45 km/h angehoben; 331 001 und 002 erhielten ab 1992 folgerichtig noch die Nummern 332 601 und 602.
Versuchsweise erhielten die Köf 11 001, 003, 004, 063 und 211 andere Motor- und Getriebevarianten und wurden ab 1968 als 332 701, 801, 702, 901 und 902 eingereiht.
Bereits 1965 hatte Gmeinder eine Weiterentwicklung der Köf 11 vorgestellt, bei der die Kraftübertragung nicht mit Ketten, sondern über Gelenkwellen und zusätzliche Achsgetriebe erfolgte. Von dieser zunächst als Köf 12 bezeichneten Ausführung erhielt die DB ab 1968 weitere 250 Fahrzeuge und gab ihnen die Baureihennummer 333. Ab 333 102 veränderte sich das Aussehen durch Einbau eines verbesserten Kühlers. Dadurch änderte sich auch die Gestaltung des Vorbaus. Endete er bisher leicht schräg, so schloss er nun gerade ab, der Lufteintritt war nun rund. Auch die Länge über Puffer änderte sich auf 8060 mm. 
Um die Personalkosten im Rangierdienst noch weiter zu senken, experimentierte die DB ab 1984 mit Funkfernsteuerungen für Rangierloks. Hintergrund ist, dass die Besatzung einer Rangiereinheit vorher immer aus zwei Mann bestehen musste: dem Kleinlokbediener und mindestens einem Rangierer, der bei geschobenen Rangiereinheiten an der Zugspitze mitfuhr und den Lokführer per Rangierfunk einwies. Die Überlegung war nun, den Kleinlokbediener gänzlich einzusparen und die Steuerung des Zuges mit Hilfe einer Funkfernsteuerung in die Hände des neu geschaffenen Lokrangierführers zu legen. Die Lokomotiven 333 108, 114 und 138 erhielten als erste eine entsprechende Ausrüstung, und ab 1988 begann der serienmäßige Umbau von Loks der Baureihe 333 in Funkfernsteuer-Loks, die fortan als Baureihe 335 geführt wurden. Loks der Baureihe 332 erhielten keine Fernsteuerungen und damit verbundene Umbauten, sie wurden ab Mitte der 1990er Jahre verstärkt ausgemustert, so dass sich inzwischen ausschließlich 333er und 335er im DB-Bestand befinden.
Mitte der 2010er Jahre erhielten mehrere Lokomotiven der Baureihe 335 im Werk Cottbus der DB Fahrzeuginstandhaltung einen modernen Motor mit Rußpartikelfilter. Der Feinstaubausstoß konnte damit um mehr als 90 Prozent reduziert werden.
Seit den 1990er-Jahren besteht bei der DB zunehmend weniger Bedarf an Rangierlokomotiven, so dass seither zahlreiche Köf III abgestellt wurden. 2019 waren noch 40 Lokomotiven der Baureihe 335 im Einsatzbestand der DB; einige weitere wurden bei Tochterfirmen oder zum Verschub in Bahnbetriebswerken genutzt. Viele der abgestellten Köf III wurden verschrottet; einige jedoch an andere Bahngesellschaften verkauft. Die Mittelweserbahn besaß zeitweise über ein Dutzend von der DB übernommene Köf III, andere Unternehmen übernahmen vor allem einzelne Maschinen. Ins Ausland wurden bisher nur wenige Köf III veräußert, darunter etwa 20 Maschinen nach Italien sowie drei Fahrzeuge nach Bong Town in Liberia.

## Konstruktion
Auf dem Außenrahmen ruhen der Vorbau und das abnehmbare Führerhaus. Dadurch ist es möglich, die Lokomotive auf einen Niederbordwagen zu verladen und zum Beispiel ins Ausbesserungswerk zu bringen, was aus eigener Kraft auf Grund der geringen Geschwindigkeit nicht nur zeitraubend, sondern auch ein Verkehrshindernis wäre. Die Pufferbohlen sind wegen der für den Rangierdienst typischen Belastungen durch zu starkes Auffahren stoßabsorbierend ausgeführt und relativ einfach tauschbar.

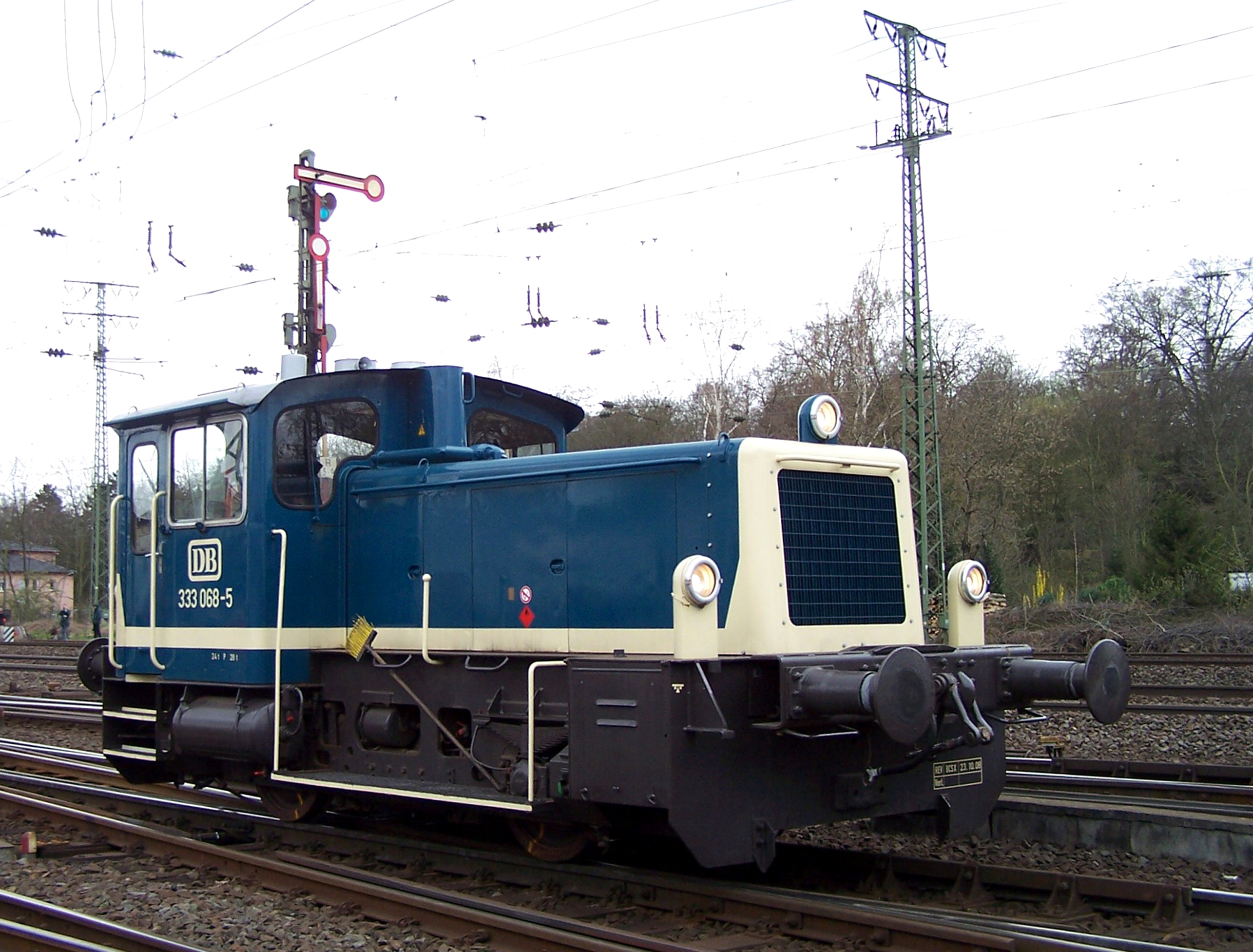
333 068 bei einer Fahrzeugparade des DB Museums in Koblenz-Lützel

Alle Lokomotiven haben ein unter dem Führerstands-Bedienpult montiertes hydraulisches Wendegetriebe, das bei der BR 332 aus einer Kombination Wandler-Wandler-Kupplung und bei der Baureihe 333 aus zwei Strömungswandlern besteht. Hinter dem Getriebe erfolgt die weitere Kraftübertragung dann entweder über Rollenketten (Baureihe 332) oder über Gelenkwellen (Baureihe 333) auf die zusätzlich vorhandenen Achsgetriebe (vergleichbar mit einem Auto-Antrieb, aber ohne Differential). Als Bremse haben die Loks eine durchgehende indirekt wirkende Druckluftbremse der Bauart Knorr sowie zusätzlich eine direkte Zusatzbremse für die Lok und eine Handbremse, die auf den vorderen Radsatz wirkt. Da die Drehzahl des die Bremse versorgenden Luftpressers von der Motordrehzahl abhängig ist, kann man die Lokomotiven oft dabei beobachten, wie sie im Stand Vollgas laufen, um die Hauptluftleitung des Zuges schneller mit Druckluft füllen zu können.

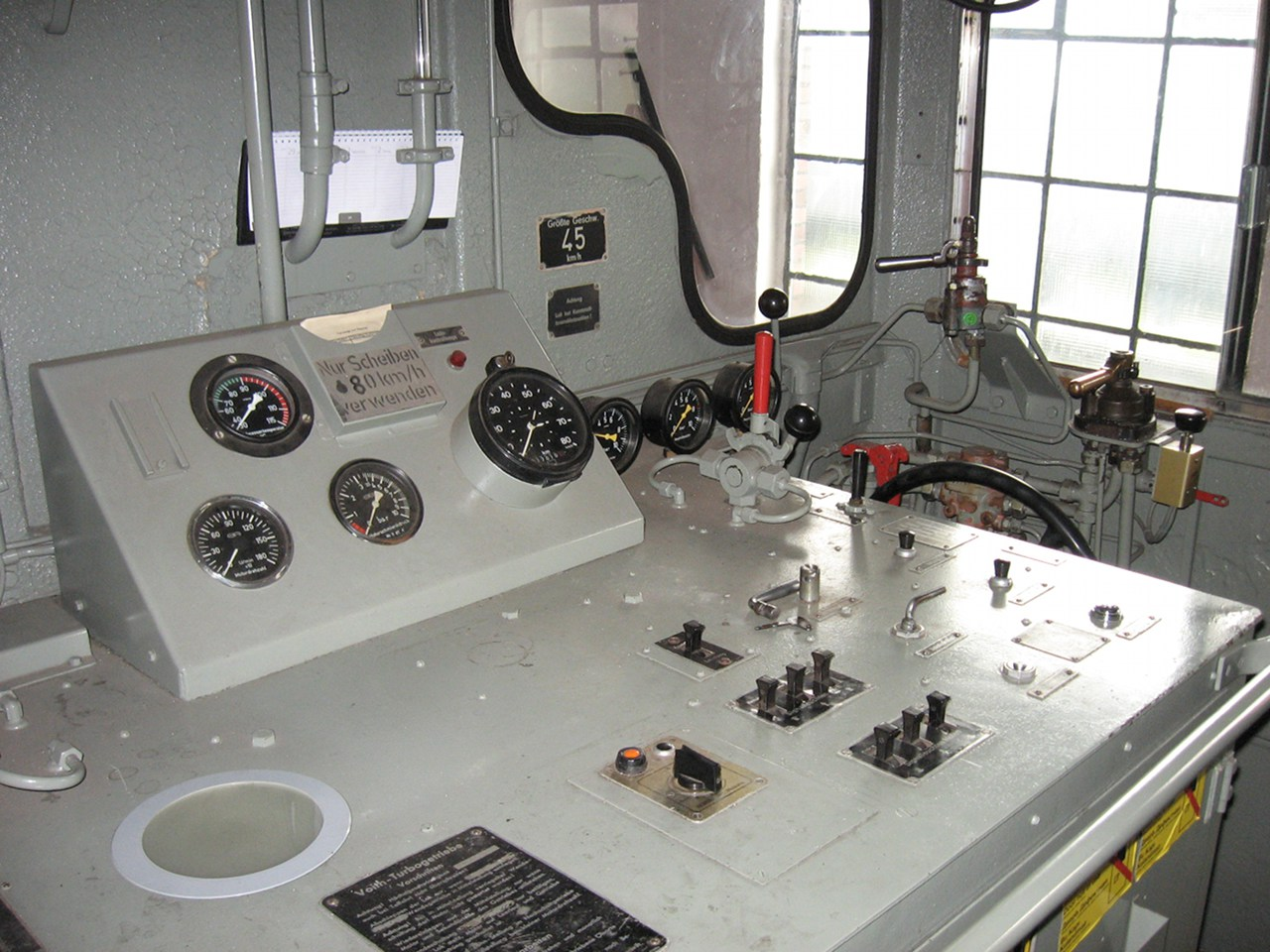
Führerstand einer 332

Die funkfernsteuerbaren 335er unterscheiden sich von den 333ern durch zusätzliche Lampen hinter den Führerstandstüren, die dem Lokrangierführer den momentanen Betriebszustand des Fahrzeugs anzeigen, und einen zusätzlichen Gerätekasten für die Fernsteuerung außen an der Führerstandsrückwand. Als einzige Köf III haben die 335er eine automatische Rangierkupplung, bei der eine Klaue um den Zughaken des angekuppelten Wagens gelegt wird. Diese Kupplung lässt sich ebenfalls fernsteuern. Bei Bedarf lässt sich die Kupplung hochklappen und gibt dann eine normale Schraubenkupplung frei.
Aufgrund sinkenden Bedarfs wurde 2001 bei 24 Loks die Funkfernsteuerung ausgebaut. Die Loks wurden wieder zur Baureihe 333 bei gleichzeitiger Erhöhung der Ordnungsnummer um 500. Beispielsweise erhielt so 335 025 die neue Bezeichnung 333 525.
Da es sich um Kleinlokomotiven handelt, haben die Loks nicht das vollständige Sicherheitspaket sonstiger DB-Lokomotiven. Ab 333 102 wurde eine zusätzliche Fahr-/Stillstandsüberwachung eingebaut. Die letzten 333er-Serien erhielten eine einfache Punktförmige Zugbeeinflussung (PZB) sowie ein Zugfunk-Gerät.
Von Privatbahnen angekaufte Köf III wurden teilweise nachträglich mit PZB ausgestattet, um besser eingesetzt werden zu können.

## Farbvarianten

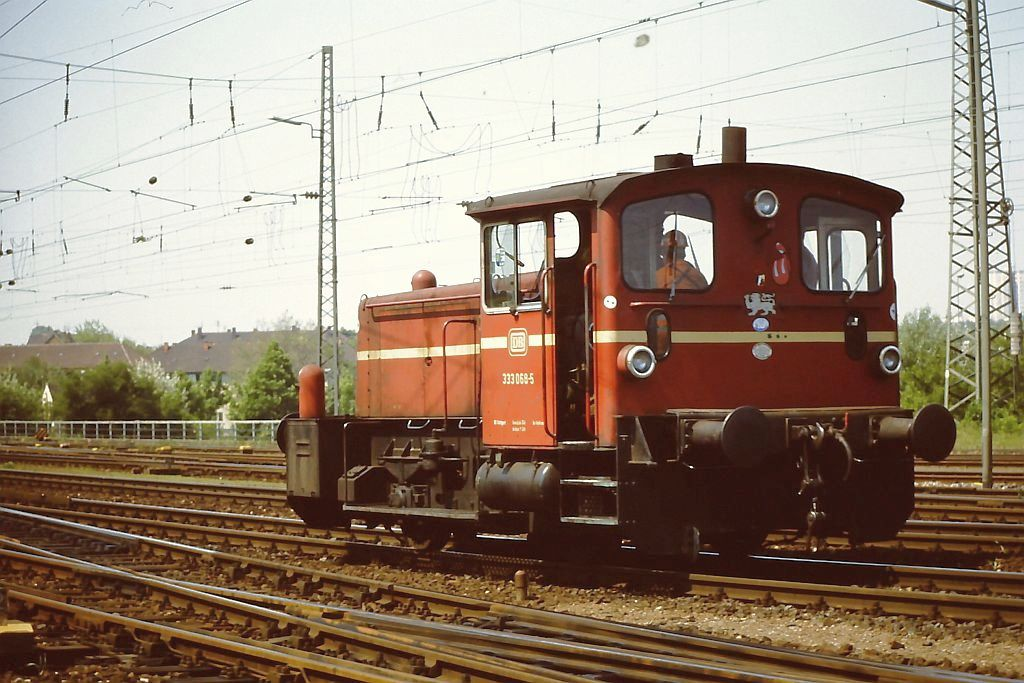
333 068-5 in purpurrot in Heilbronn
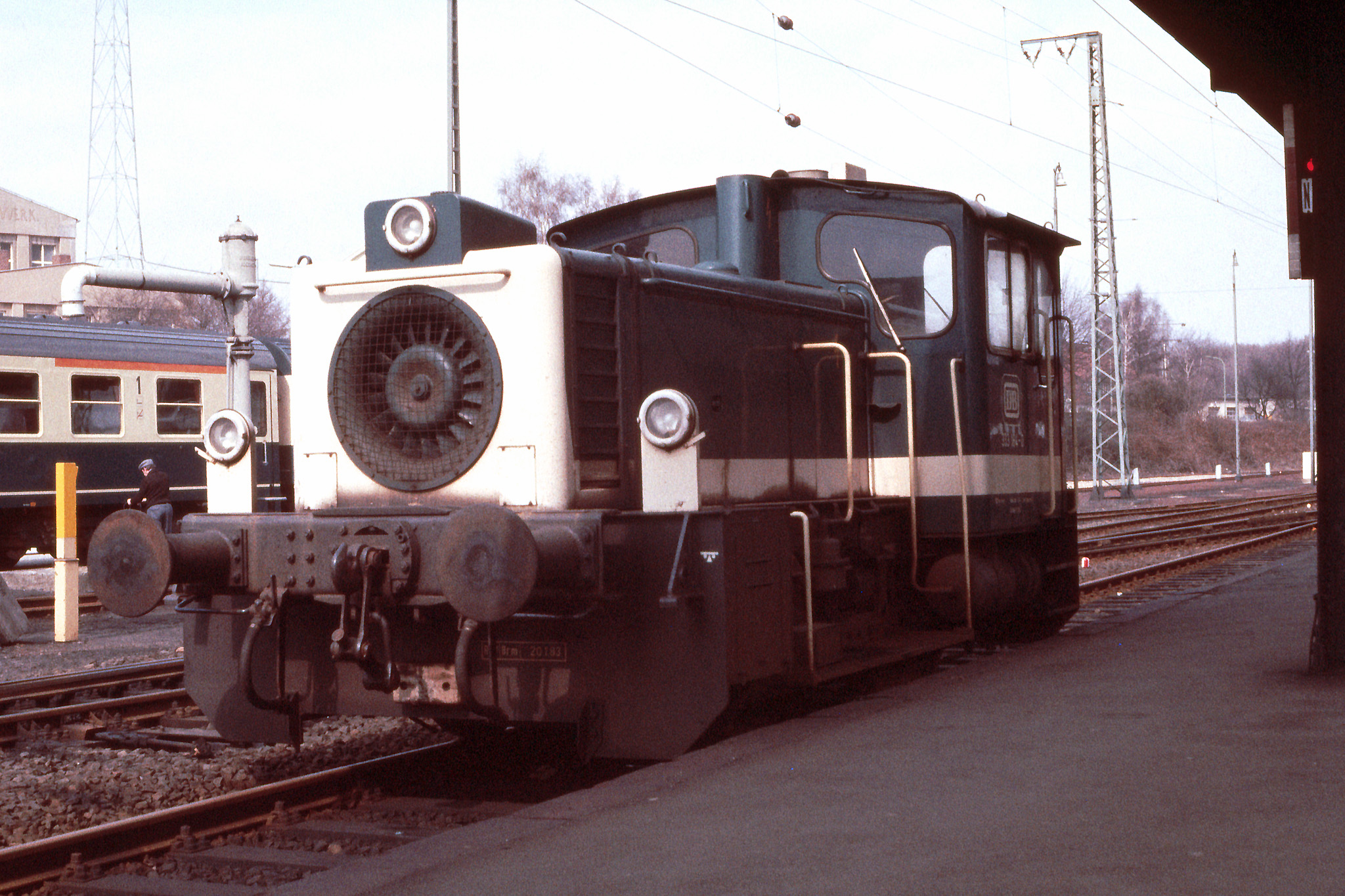
333 184 in ozeanblauer Farbgebung 1984 in Uelzen
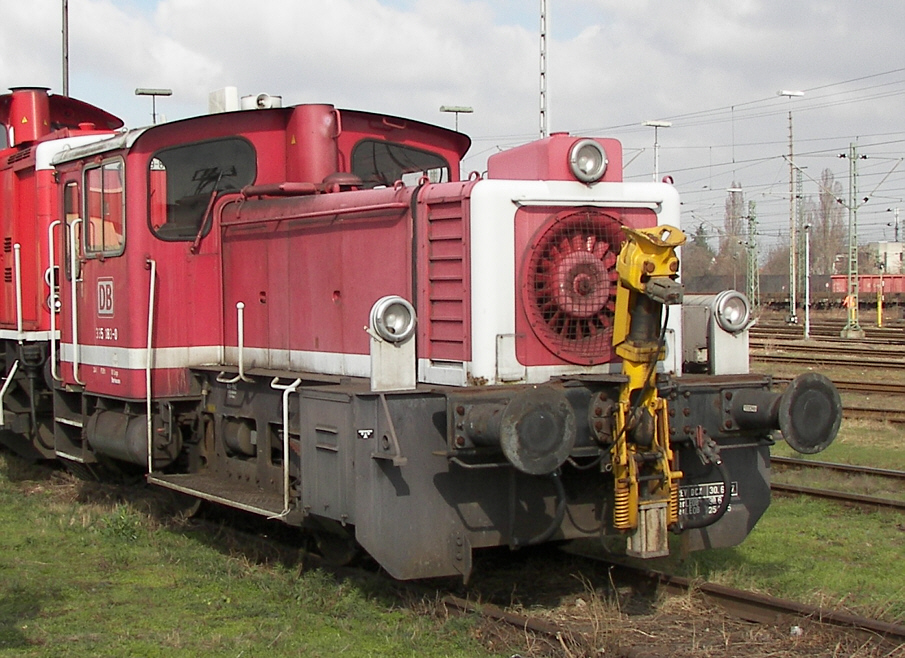
Baureihe 335 in orientrot
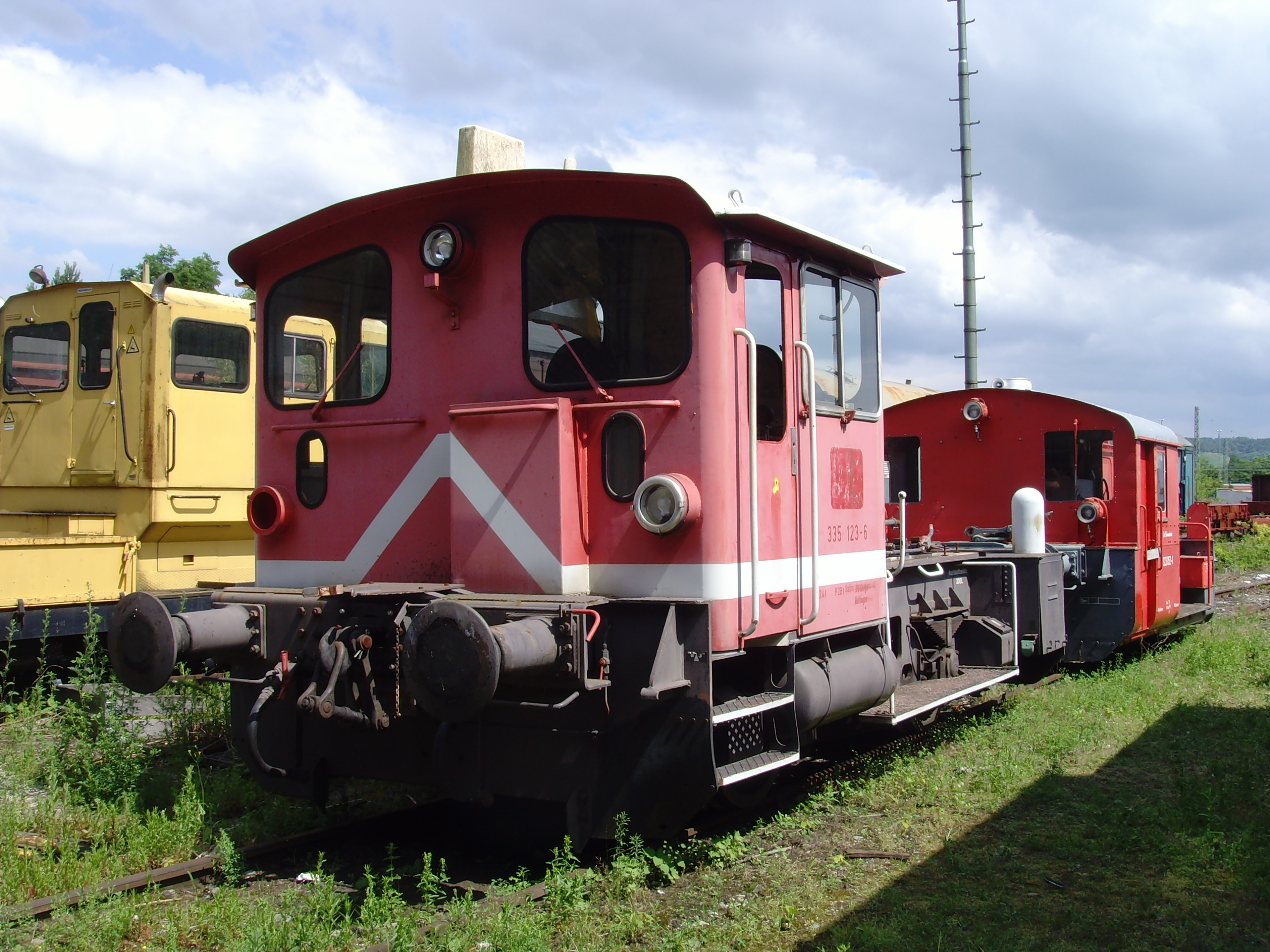
Baureihe 335
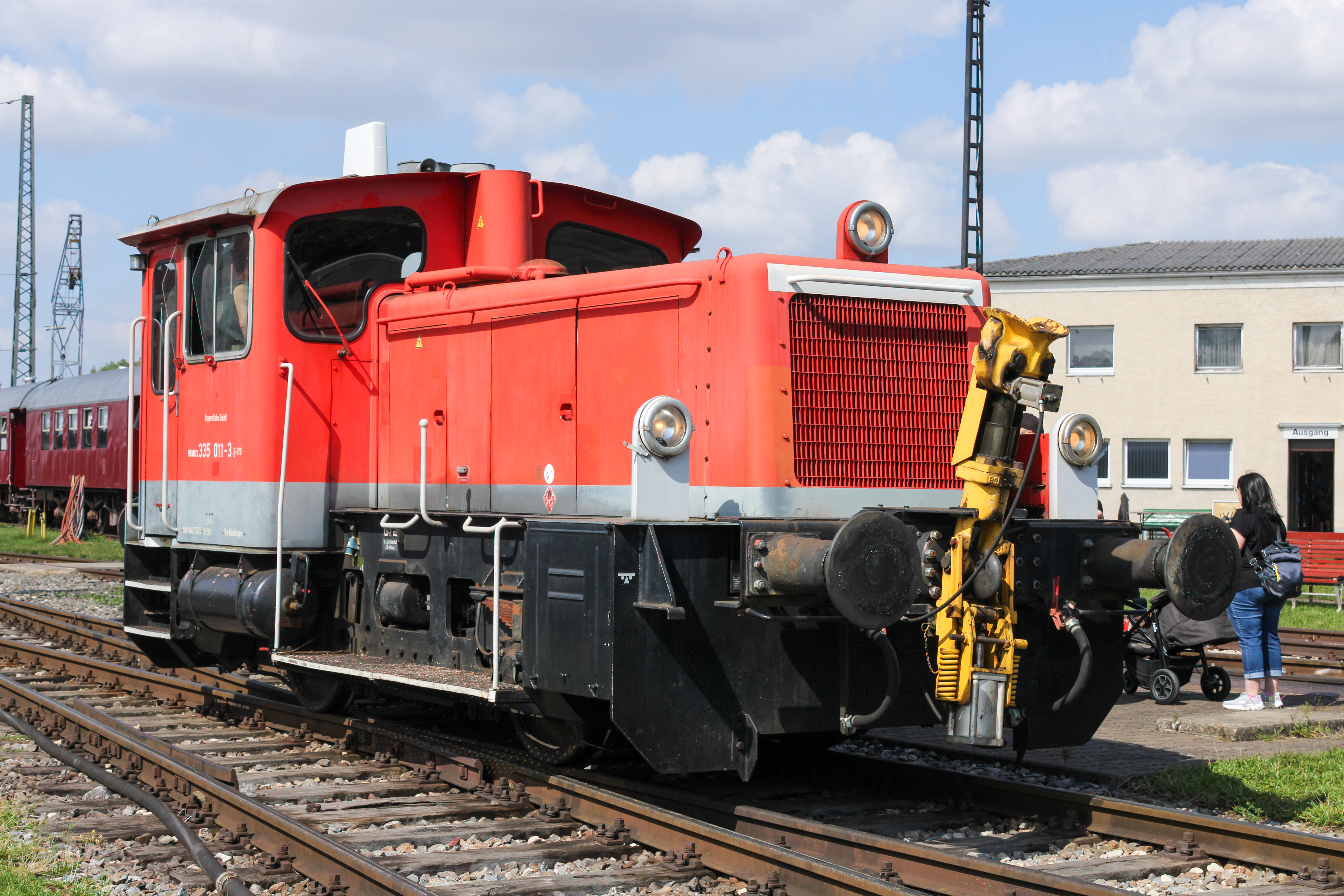
Baureihe 335 mit Rangierkupplung in verkehrsroter Farbgebung
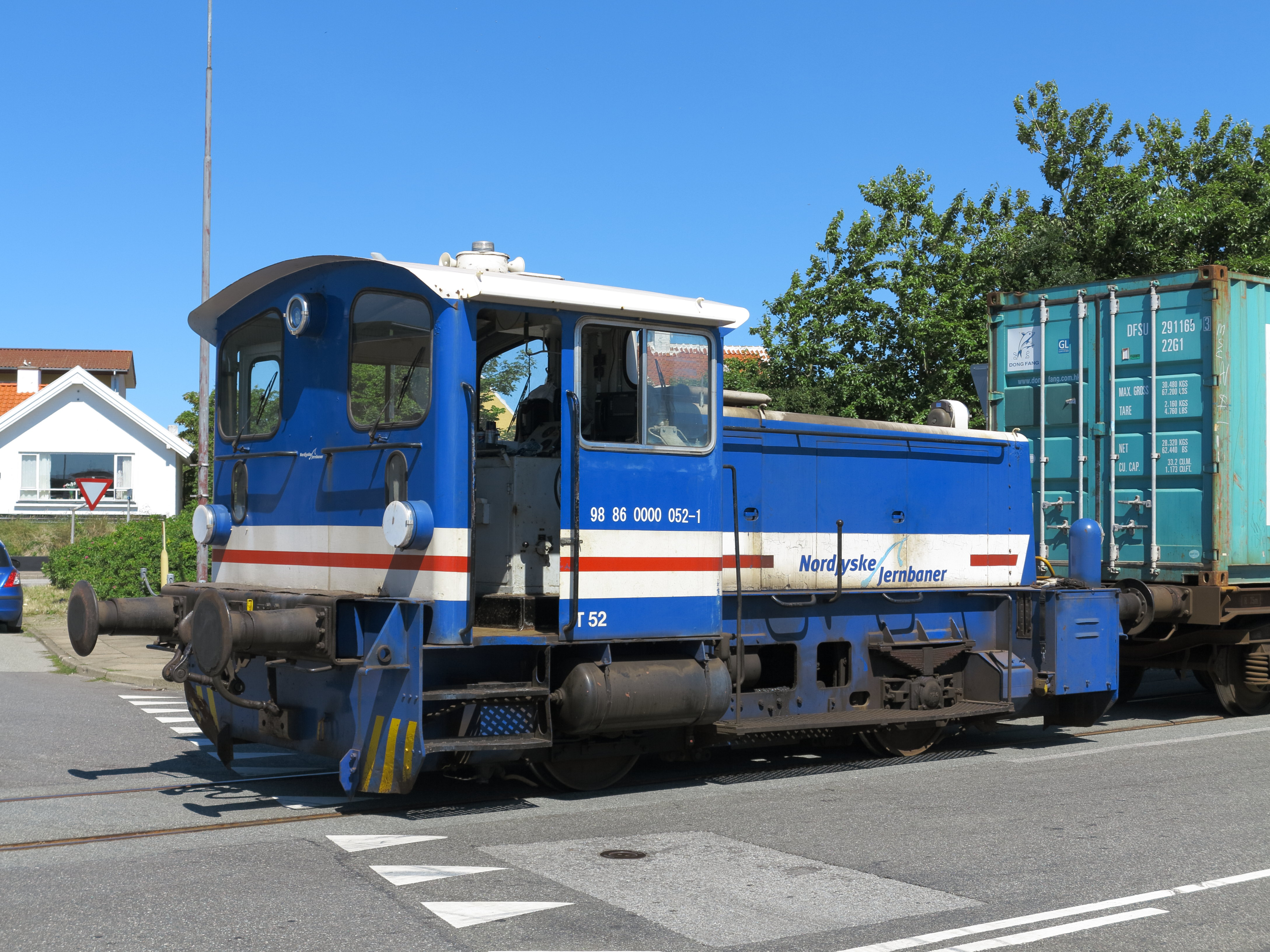
T52 der Nordjyske Jernbaner